# Haus Konstruktiv
Le Haus Konstruktiv, est un musée d'art concret situé dans la ville de Zurich, en Suisse.

## Histoire
Situé de sa création en 1987 au début du XXIe siècle dans le quartier zurichois de Seefeld, le musée est renommé « Maison d'art constructif et concret » en 2001 et déménage dans une ancienne centrale électrique. Le musée est inscrit comme bien culturel suisse d'importance nationale.

## Collections et expositions
La Fondation pour l'art constructif et concret, fondée en 1986 par des citoyens privés, dirige le musée. Elle promeut l'art constructif, l'art concret et l'art conceptuel à travers des expositions venant de sa propre collection ou de prêts. Parmi les expositions organisée au musée, on peut citer : 
- 2003 : Karl Gerstner – Künstler, Autor, Grafiker
- 2008 : Beat Zoderer - New Tools for Old Attitudes
- 2012 : Klaus Lutz - Zum Universum
- 2013 : Hot Spot Istanbul
- 2013 : Hans Jörg Glattfelder - Was der Fall ist
- 2013 : Fritz Glarner - The Rockefeller Dining Room

## Référence
1. ↑  « Haus Konstruktiv », sur zuerich.com (consulté le 27 mai 2014)
2. ↑  [PDF] L'inventaire édité par la confédération suisse, canton de Zurich
3. ↑  (en) « Past Exhibitions » (consulté le 27 mai 2014)

## Sources
- (de) Cet article est partiellement ou en totalité issu de l’article de Wikipédia en allemand intitulé « Haus Konstruktiv » (voir la liste des auteurs).
- Notices d'autorité :   - VIAF
  - BnF (données)
  - IdRef
  - LCCN
  - GND
  - Israël
  - WorldCat